# Frazier Discovery Trail
Pour les articles homonymes, voir Frazier.
Le Frazier Discovery Trail est un sentier de randonnée américain situé dans le comté d'Albemarle, en Virginie. Protégée au sein du parc national de Shenandoah, cette boucle de 1,2 mille relie la Skyline Drive au sentier des Appalaches.